# Lamprodila decipiens
Lamprodila decipiens är en skalbaggsart som först beskrevs av Friedrich-August von Gebler 1847.  Lamprodila decipiens ingår i släktet Lamprodila, och familjen praktbaggar. Arten har ej påträffats i Sverige.